# Abbaye d'Abbeydorney
L’abbaye d'Abbeydorney (en irlandais Mainistir Ó dTorna), également connue sous le nom d'abbaye de Kyrie Eleison ou d'Odorney, était une abbaye cistercienne irlandaise située dans le comté de Kerry. Elle a été fondée par O Torna, chef de la région, en 1154 pour les cisterciens de Monasteranenagh.
Établie en 1154, elle est ensuite impliquée dans la conspiration de Mellifont. Très modeste tout au long de son histoire, elle est de plus confrontée à des exigences financières qui achèvent de la ruiner au XVe siècle.
Elle est fermée par la dissolution en 1537, mais les moines sont dans un premier temps autorisés à rester à l'abbaye. Cette situation cesse avec le meurtre de l'abbé en 1577, qui met un terme à la vie monastique.
L'abbaye est en ruines au milieu d'un cimetière.

## Localisation
L'abbaye est localisée peu au nord du village d'Abbeydorney, lui-même situé à une douzaine de kilomètres au nord de Tralee.

## Histoire

### Fondation et toponymie
L'abbaye d'Abbeydorney est fondée en 1154 par la famille O'Torna, qui règne sur le Kerry avant l'invasion normande de l'Irlande ; les moines de Monasteranenagh sont sollicités pour construire l'abbaye et y vivre,. Le nom O'Torna lui-même pourrait être une déformation de « Mochuda », nom de naissance de saint Carthage le Jeune, moine irlandais mort vers 638 dans le Kerry.
L'abbaye prend initialement le nom grec de Kyrie Eleison (Κύριε ἐλέησον), non seulement pour le rôle important de cette prière dans la spiritualité de l'abbaye, mais aussi à cause de la ressemblance entre les termes « Kyrie » et « Ciarraí », ce dernier étant le terme irlandais pour désigner le Kerry.
Un clerc, Christian O'Conarchy, part à Clairvaux pour se former ; il est accompagné d'un autre clerc, qui devient par la suite le pape Eugène III ; Christian O'Conarchy devient ensuite le premier abbé de Mellifont, puis évêque de Lismore (en) en 1150 ; à sa retraite en 1180, il vient terminer sa vie à Abbeydorney, où il meurt cinq ans plus tard,.

### Participation à la conspiration de Mellifont
Comme la grande majorité des abbayes filles directes et indirectes de Mellifont, Abbeydorney est impliquée dans la conspiration du même nom en 1227-1228, une révolte des moines irlandais contre les Anglo-normands et l'abandon forcé des pratiques ancestrales liées au christianisme irlandais ; à l'instar des autres abbés des monastères impliqués, celui d'Abbeydorney est révoqué par Étienne de Lexington et remplacé en 1227 par un abbé anglais.

### Déclin et dissolution
Aucune information chiffrée n'est parvenue sur les comptes de l'abbaye ; néanmoins, les historiens estiment que cette communauté était probablement très modeste financièrement. Elle l'est d'autant plus que l'abbé est accusé en 1453 par son supérieur de Monasteranenagh d'être un mauvais gestionnaire et qu'il est avéré que des taxes indues sont exigées vers 1460 par James FitzGerald, comte de Desmond.
La dissolution de l'abbaye, en 1537, entraîne la distribution des terres à Edmund, onzième baron de Kerry (en), créé vicomte de Kilmaule pour l'occasion. En revanche, l'abbaye proprement dite est laissée aux moines, qui l'occupent quarante ans encore ; en 1577, le dernier abbé est arrêté et fusillé au château de Lixnaw.

## Architecture

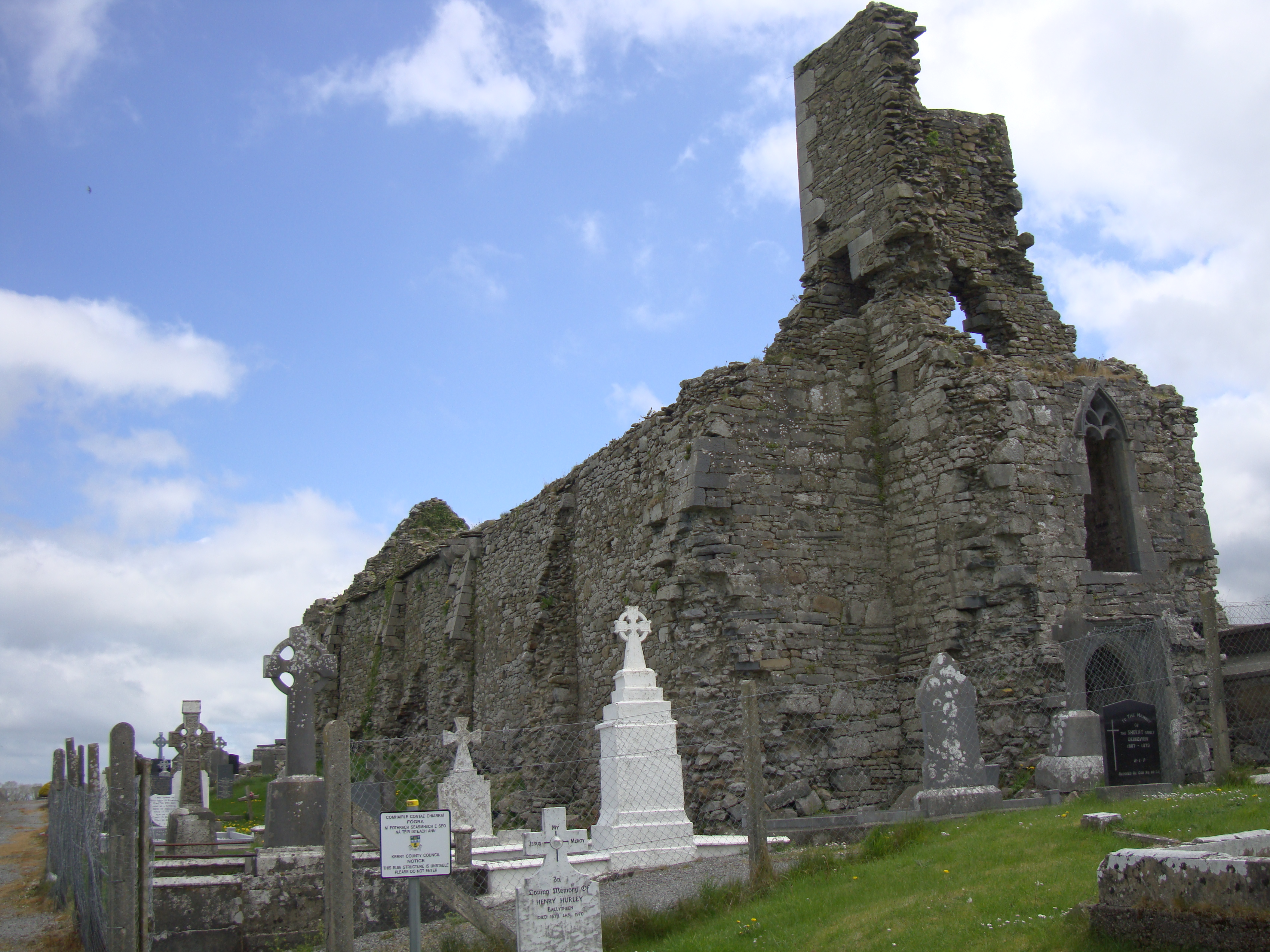
Vue de la façade ouest de l'église abbatiale.

L'église abbatiale conserve ses deux pignons de façade et de chevet, le tout au milieu du cimetière du village ; ce dernier date d'ailleurs probablement de l'époque monastique, les habitants des environs souhaitant être enterrés à proximité immédiate de la communauté religieuse. Contrairement à l'orientation habituelle des églises, celle d'Abbeydorney est tournée d'une soixantaine de degrés vers le nord-est, sans doute à cause des contraintes locales du site.
Les restes visibles datent probablement du XVe siècle, ce qui implique des travaux de restauration importants à cette époque. Le pignon occidental conserve les restes d'une tour-clocher.
Le cloître conserve également quelques ruines ; l'ensemble des bâtiments est dans un fragile état de conservation et interdit d'accès de peur des chutes de pierres.